# Olympische Sommerspiele 1992/Teilnehmer (Südkorea)
| Gelbes Symbol für Goldmedaillen mit stilisierten Olympischen Ringen | Graues Symbol für Silbermedaillen mit stilisierten Olympischen Ringen | Braundes Symbol für Bronzemedaillen mit stilisierten Olympischen Ringen |
| ------------------------------------------------------------------- | --------------------------------------------------------------------- | ----------------------------------------------------------------------- |
| 12                                                                  | 5                                                                     | 12                                                                      |

Südkorea nahm an den Olympischen Sommerspielen 1992 in Barcelona mit einer Delegation von 226 Athleten (154 Männer und 72 Frauen) an 134 Wettkämpfen in 24 Sportarten teil.

## Teilnehmer nach Sportarten

### Badminton
| Männer - Kim Hak-kyun Einzel: Viertelfinale - Lee Kwang-jin Einzel: 1. Runde - Kim Moon-soo & Park Joo-bong Doppel:Gold - Lee Sang-bok & Shon Jin-hwan Doppel: Achtelfinale | Frauen - Bang Soo-hyun Einzel: Silber - Lee Heung-soon Einzel: Viertelfinale - Hwang Hye-young & Chung So-young Doppel:Gold - Gil Young-ah & Shim Eun-jung Doppel: Bronze |

### Bogenschießen
| Männer - Chung Jae-hun Einzel: Silber Mannschaft: 5. Platz - Han Seung-hun Einzel: 15. Platz Mannschaft: 5. Platz - Im Hui-sik Einzel: 20. Platz Mannschaft: 5. Platz | Frauen - Cho Youn-jeong Einzel: Gold Mannschaft: Gold - Kim Soo-nyung Einzel: Silber Mannschaft: Gold - Lee Eun-kyung Einzel: 14. Platz Mannschaft: Gold |

### Boxen
Männer
- Jo Dong-bum
Halbfliegengewicht: Achtelfinale

- Han Kwang-hyung
Fliegengewicht: 1. Runde

- Park Duk-kyu
Federgewicht: Viertelfinale

- Hong Sung-sik
Leichtgewicht: Bronze

- Kim Jae-kyung
Halbweltergewicht: 1. Runde

- Jun Jin-chul
Weltergewicht: Achtelfinale

- Choi Gi-su
Halbmittelgewicht: 1. Runde

- Lee Seung-bae
Mittelgewicht: Bronze

- Go Yo-da
Halbschwergewicht: Achtelfinale

- Chae Sung-bae
Schwergewicht: Achtelfinale

- Jung Song-won
Superschwergewicht: Achtelfinale

### Fechten
| Männer - Yu Bong-hyeong Florett, Einzel: 26. Platz Florett, Mannschaft: 8. Platz - Kim Young-ho Florett, Einzel: 37. Platz Florett, Mannschaft: 8. Platz - Kim Seung-pyo Florett, Einzel: 47. Platz Florett, Mannschaft: 8. Platz - Lee Ho-seong Florett, Mannschaft: 8. Platz - Lee Seung-yong Florett, Mannschaft: 8. Platz - Lee Sang-gi Degen, Einzel: 27. Platz Degen, Mannschaft: 10. Platz - Jang Tae-suk Degen, Einzel: 30. Platz Degen, Mannschaft: 10. Platz - Kim Jung-kwan Degen, Einzel: 33. Platz Degen, Mannschaft: 10. Platz - Ku Kyo-dong Degen, Mannschaft: 10. Platz - Lee Sang-yup Degen, Mannschaft: 10. Platz | Frauen - I Jung-suk Florett, Einzel: 16. Platz Florett, Mannschaft: 10. Platz - Sin Sung-ja Florett, Einzel: 18. Platz Florett, Mannschaft: 10. Platz - Kim Jin-sun Florett, Einzel: 37. Platz Florett, Mannschaft: 10. Platz - Jang Mi-kyung Florett, Mannschaft: 10. Platz - Jeon Mi-kyung Florett, Mannschaft: 10. Platz |

### Fußball
Männer
- Gruppenphase

- Kader
  - Tor

1 Kim Bong-soo
19 Shin Bum-chul
20 Lee Woon-jae
  - Abwehr

2 Na Seung-hwa
3 Lee Moon-seok
5 Kang Chul
7 Kim Gwi-hwa
14 Jung Kwang-suk
15 Lee Seung-hyeop
17 Lee Lim-saeng
  - Mittelfeld

4 Han Jung-kook
6 Shin Tae-yong
8 Noh Jung-yoon
13 Kim Do-keun
16 Cho Jin-ho
18 Lee Jin-haeng
  - Sturm

9 Gwak Kyung-keun
10 Jung Jae-kwon
11 Seo Jung-won
12 Cho Jung-hyun

### Gewichtheben
Männer
- Go Gwang-gu
Fliegengewicht: 4. Platz

- Chun Byung-kwan
Bantamgewicht: Gold

- Kim Gwi-sik
Federgewicht: 12. Platz

- Choi Byung-chan
Mittelgewicht: 11. Platz

- Yum Dong-chul
Leichtschwergewicht: DNF

- Kim Byung-chan
Mittelschwergewicht: 4. Platz

- Jung Dae-jin
I. Schwergewicht: 13. Platz

- Choi Dong-gil
I. Schwergewicht: 16. Platz

- Jun Sang-suk
II. Schwergewicht: DNF

- Kim Tae-hyun
Superschwergewicht: DNF

### Handball
| Männer - 6. Platz - Kader Back Sang-suh Cho Burn-yun Cho Chi-hyo Cho Young-shin Choi Suk-jae Jung Kang-wook Kang Jae-won Lee Ki-ho Lee Kyu-chang Lee Min-woo Lee Sun-soon Lim Jin-suk Moon Byung-wook Park Do-hun Shim Jae-hong Yoon Kyung-shin | Frauen - Gold - Kader Moon Hyang-ja Nam Eun-young Lee Ho-youn Lee Mi-young Hong Jeong-ho Lim O-kyung Min Hye-sook Park Jeong-lim Oh Seong-ok Jang Ri-ra Kim Hwa-sook Park Kap-sook Cha Jae-kyung |

### Hockey
Frauen
- 4. Platz

- Kader
You Jae-sook
Han Keum-sil
Chang Eun-jung
Lee Sung-young
Lee Kui-joo
Son Jeong-im
Ro Young-min
Kim Kyung-ae
Lee Eun-kyung
Jang Dong-sook
Kwon Chang-sook
Yang Hea-sook
Lee Kyong-hei
Koo Mun-young
Lim Gae-sook
Jin Deok-san

### Judo
| Männer - Yoon Hyun Ultraleichtgewicht: Silber - Kim Sang-mun Halbleichtgewicht: 7. Platz - Chung Hoon Leichtgewicht: Bronze - Kim Byung-joo Halbmittelgewicht: Bronze - Yang Jong-ok Mittelgewicht: 7. Platz - Yun Sang-sik Halbschwergewicht: 13. Platz - Kim Gun-su Schwergewicht: 17. Platz | Frauen - Yu Hui-jun Ultraleichtgewicht: 20. Platz - Kim Eun-hui Halbleichtgewicht: 9. Platz - Jung Sun-yong Leichtgewicht: 9. Platz - Gu Hyeon-suk Halbmittelgewicht: 5. Platz - Park Ji-yung Mittelgewicht: 20. Platz - Kim Mi-jung Halbschwergewicht: Gold - Moon Ji-yun Schwergewicht: 16. Platz |

### Kanu
Männer
- Gang Gi-jin
Kajak-Einer, 500 Meter: Hoffnungslauf
Kajak-Vierer, 1000 Meter: Rückzug nach 1. Runde

- Ju Jong-kwan
Kajak-Zweier, 500 Meter: Hoffnungslauf
Kajak-Zweier, 1000 Meter: DNF/1. Runde
Kajak-Vierer, 1000 Meter: Rückzug nach 1. Runde

- Lee Yong-chul
Kajak-Vierer, 1000 Meter: Rückzug nach 1. Runde

- Park Byung-hun
Kajak-Vierer, 1000 Meter: Rückzug nach 1. Runde

- Park Chang-kyu
Canadier-Einer, 500 Meter: Halbfinale
Canadier-Einer, 1000 Meter: Halbfinale

- Park Gi-jung
Kajak-Einer, 1000 Meter: Hoffnungslauf
Kajak-Zweier, 500 Meter: Hoffnungslauf
Kajak-Zweier, 1000 Meter: DNF/1. Runde

### Leichtathletik
| Männer - Hwang Young-cho Marathon: Gold - Cho Hyun-uk Hochsprung: 39. Platz in der Qualifikation - Kim Bong-yoo 1500 Meter: Vorläufe - Kim Chul-kyun Stabhochsprung: kein gültiger Versuch in der Qualifikation - Kim Ki-hoon Speerwurf: 28. Platz in der Qualifikation - Kim Jae-ryong Marathon: 10. Platz - Kim Wan-ki Marathon: 28. Platz - Lee Jin-il 800 Meter: Vorläufe - Lee Jin-taek Hochsprung: 19. Platz in der Qualifikation | Frauen - Lee Mi-ok Marathon: 25. Platz - Lee Young-sun Speerwurf: 22. Platz in der Qualifikation |

### Moderner Fünfkampf
Männer
- Lee Young-chan
Einzel: 21. Platz
Mannschaft: 13. Platz

- Kim Myung-kun
Einzel: 38. Platz
Mannschaft: 13. Platz

- Kim In-ho
Einzel: 61. Platz
Mannschaft: 13. Platz

### Radsport
Männer
- Park Min-soo
Punktefahren: Vorrunde

- Ji Seung-hwan, Kim Yong-kyu, Park Min-soo & Won Chang-yong
4000 Meter Mannschaftsverfolgung: 14. Platz

### Reiten
- Mun Eun-jin
Springen, Einzel: 57. Platz in der Qualifikation
Springen, Mannschaft: DNF

- Kim Sung-hwan
Springen, Einzel: 82. Platz in der Qualifikation
Springen, Mannschaft: DNF

- Mun Hyun-jin
Springen, Einzel: 67. Platz in der Qualifikation
Springen, Mannschaft: DNF

- Yu Jung-jae
Springen, Einzel: 83. Platz in der Qualifikation
Springen, Mannschaft: DNF

- Choi Myung-jin
Vielseitigkeitsreiten, Einzel: 20. Platz

### Rhythmische Sportgymnastik
Frauen
- Kim Yu-kyung
Einzel: 35. Platz in der Qualifikation

- Yun Byung-hui
Einzel: 34. Platz in der Qualifikation

### Ringen
Männer
- Kwon Duk-yong
Halbfliegengewicht, griechisch-römisch: 2. Runde

- Min Kyung-kap
Fliegengewicht, griechisch-römisch: Bronze

- An Han-bong
Bantamgewicht, griechisch-römisch: Gold

- Huh Byung-ho
Federgewicht, griechisch-römisch: 2. Runde

- Kim Sung-moon
Leichtgewicht, griechisch-römisch: 4. Runde

- Park Myung-suk
Mittelgewicht, griechisch-römisch: 3. Runde

- Ueon Jin-han
Halbschwergewicht, griechisch-römisch: 3. Runde

- Song Sung-il
Schwergewicht, griechisch-römisch: 8. Platz

- Kim Jong-shin
Halbfliegengewicht, Freistil: Silber

- Kim Sun-hak
Fliegengewicht, Freistil: Silber

- Kim Choon-ho
Bantamgewicht, Freistil: 2. Runde

- Shin Sang-kyu
Federgewicht, Freistil: 8. Platz

- Ko Young-ho
Leichtgewicht, Freistil: 6. Platz

- Park Jang-soon
Weltergewicht, Freistil: Gold

- Kim Tae-woo
Schwergewicht, Freistil: 4. Platz

- Park Sung-ha
Superschwergewicht, Freistil: 8. Platz

### Rudern
Frauen
- Kim Sung-ok & Lee Jae-nam
Zweier ohne Steuerfrau: 13. Platz

### Schießen
| Männer - Cha Young-chul Kleinkaliber, Dreistellungskampf: 17. Platz Kleinkaliber, liegend: 18. Platz - Chae Keun-bae Luftgewehr: 8. Platz - Ji Jong-gu Luftgewehr: 21. Platz - Kim Sun-il Luftpistole: 9. Platz Freie Pistole: 11. Platz - Lee Eun-chul Kleinkaliber, Dreistellungskampf: 11. Platz Kleinkaliber, liegend: Gold - Park Jong-sin Luftpistole: 33. Platz Freie Pistole: 33. Platz | Offene Klasse - Kim Gun-il Trap: 46. Platz | Frauen - Bang Hyun-ju Luftpistole: 15. Platz Freie Pistole: 29. Platz - Kang Myung-ah Kleinkaliber, Dreistellungskampf: 24. Platz - Lee Eun-ju Luftgewehr: 6. Platz - Lee Sun-bok Luftpistole: 15. Platz - Yeo Gap-sun Luftgewehr: Gold |

### Schwimmen
| Männer - Bang Seung-hoon 400 Meter Freistil: 32. Platz 1500 Meter Freistil: 26. Platz - Ji Sang-joon 100 Meter Rücken: 40. Platz 200 Meter Rücken: 29. Platz | Frauen - Lee Chang-ha 100 Meter Rücken: 35. Platz 200 Meter Rücken: 28. Platz - Park Mi-young 100 Meter Brust: 26. Platz 200 Meter Brust: 23. Platz |

### Segeln
Männer
- Seo Young-keun
Windsurfen: 27. Platz

- Jung Sung-an & Yun Chul
470er: 22. Platz

### Tennis
| Männer - Chang Eui-jong Einzel: 1. Runde Doppel: 1. Runde - Kim Chi-wan Doppel: 1. Runde | Frauen - Kim Il-soon Einzel: 1. Runde Doppel: 1. Runde - Lee Jeong-myung Doppel: 1. Runde |

### Tischtennis
| Männer - Kim Taek-soo Einzel: Bronze Doppel: Bronze - Yoo Nam-kyu Einzel: Achtelfinale Doppel: Bronze - Kang Hee-chan Einzel: Gruppenphase Doppel: Bronze - Lee Chul-seung Doppel: Bronze | Frauen - Hyun Jung-hwa Einzel: Bronze Doppel: Bronze - Hong Cha-ok Doppel: Bronze - Hong Soon-hwa Einzel: Achtelfinale Doppel: Viertelfinale - Lee Jung-im Einzel: Gruppenphase Doppel: Viertelfinale |

### Turnen
| Männer - Han Kwang-ho Einzelmehrkampf: 64. Platz in der Qualifikation Mannschaftsmehrkampf: 8. Platz Boden: 65. Platz in der Qualifikation Pferd: 73. Platz in der Qualifikation Barren: 54. Platz in der Qualifikation Reck: 67. Platz in der Qualifikation Ringe: 66. Platz in der Qualifikation Seitpferd: 57. Platz in der Qualifikation - Han Yun-soo Einzelmehrkampf: 9. Platz Mannschaftsmehrkampf: 8. Platz Boden: 36. Platz in der Qualifikation Pferd: 47. Platz in der Qualifikation Barren: 24. Platz in der Qualifikation Reck: 28. Platz in der Qualifikation Ringe: 55. Platz in der Qualifikation Seitpferd: 69. Platz in der Qualifikation - Jung Jin-soo Einzelmehrkampf: 45. Platz in der Qualifikation Mannschaftsmehrkampf: 8. Platz Boden: 13. Platz in der Qualifikation Pferd: 47. Platz in der Qualifikation Barren: 29. Platz in der Qualifikation Reck: 56. Platz in der Qualifikation Ringe: 25. Platz in der Qualifikation Seitpferd: 84. Platz in der Qualifikation - Lee Joo-hyung Einzelmehrkampf: 8. Platz Mannschaftsmehrkampf: 8. Platz Boden: 20. Platz in der Qualifikation Pferd: 19. Platz in der Qualifikation Barren: 17. Platz in der Qualifikation Reck: 61. Platz in der Qualifikation Ringe: 39. Platz in der Qualifikation Seitpferd: 45. Platz in der Qualifikation - Yeo Hong-chul Einzelmehrkampf: 81. Platz in der Qualifikation Mannschaftsmehrkampf: 8. Platz Boden: 72. Platz in der Qualifikation Pferd: 11. Platz in der Qualifikation Barren: 67. Platz in der Qualifikation Reck: 67. Platz in der Qualifikation Ringe: 90. Platz in der Qualifikation Seitpferd: 78. Platz in der Qualifikation - Yoo Ok-ryul Einzelmehrkampf: 23. Platz Mannschaftsmehrkampf: 8. Platz Boden: 4. Platz Pferd: Bronze Barren: 52. Platz in der Qualifikation Reck: 35. Platz in der Qualifikation Ringe: 13. Platz in der Qualifikation Seitpferd: 63. Platz in der Qualifikation | Frauen - Lee Hui-kyung Einzelmehrkampf: 86. Platz in der Qualifikation Boden: 90. Platz in der Qualifikation Pferd: 37. Platz in der Qualifikation Stufenbarren: 74. Platz in der Qualifikation Schwebebalken: 76. Platz in der Qualifikation - Min Ah-yung Einzelmehrkampf: 88. Platz in der Qualifikation Boden: 89. Platz in der Qualifikation Pferd: 83. Platz in der Qualifikation Stufenbarren: 91. Platz in der Qualifikation Schwebebalken: 85. Platz in der Qualifikation |

### Volleyball
Männer
- 9. Platz

- Kader
Ha Jong-hwa
Jin Chang-uk
Gang Seong-hyeong
Kim Byeong-seon
Kim Se-jin
Kim Wan-sik
Im Do-heon
Ma Nak-gil
No Jin-su
O Uk-hwan
Park Jong-chan
Sin Yeong-cheol